# Pisarovina
Pisarovina est un village et une municipalité située dans le comitat de Zagreb, en Croatie. Au recensement de 2001, la municipalité comptait 3 697 habitants, dont 99,22 % de Croates et le village seul comptait 418 habitants.

## Localités
La municipalité de Pisarovina compte 14 localités :
| - Bratina - Bregana Pisarovinska - Donja Kupčina - Dvoranci - Gorica Jamnička - Gradec Pokupski - Jamnica Pisarovinska | - Lijevo Sredičko - Lučelnica - Pisarovina - Podgorje Jamničko - Selsko Brdo - Topolovec Pisarovinski - Velika Jamnička |